# Фуріналії
Фуріналії (лат. Furrinalia або лат. Furinalia) — свято у Стародавньому Римі, що відзначалося 25 липня на честь Фурріни (Furrina) — богині грабіжників у римлян. Ця богиня мала також храм у Римі на південно-західних схилах Янікула, де служив окремий жрець і який був одним з п'ятнадцяти Фламінів. Поруч з храмом було священне дерево, біля якого був убитий Гай Гракх. Цицерон вважав її одною з фурій .